# Fläcklilja
Fläcklilja (Lilium hansonii) är en art i familjen liljeväxter. Den förekommer i södra Amur och Korea. Arten odlas som trädgårdsväxt i Sverige.
Fläcklilja är en flerårig ört med lök och blir 60–150 cm hög. Löken är äggrund till klotrund, 5–6 cm i diameter, lökfjällen är vit till gulvita. Stjälkarna är släta. Bladen sitter 4–12 i kransar, samt några strödda i toppen av stjälken, de blir 10–18 cm långa och 2–4 cm breda, de är utdraget spetsiga. Blommorna sitter 4–12 i en klase, de är nickande och väldoftande. Hyllebladen är glänsande och starkt tillbakarullade, gula till orange med bruna prickar, 3–4 cm långa och 1–1,5 cm breda, lansettlika, papillösa i spetsarna. Nektarierna är släta. Ståndarsträngarna är kortare än hyllet, ståndarknapparna är purpur med gult pollen. Arten blommar i juli.

## Hybrider
Hybriden med krollilja (L. martagon) har fått namnet Lilium ×dalhansonii.

## Synonymer
- Lilium medeoloides var. obovatum Franch. & Sav.